# Władysław Zarembowicz

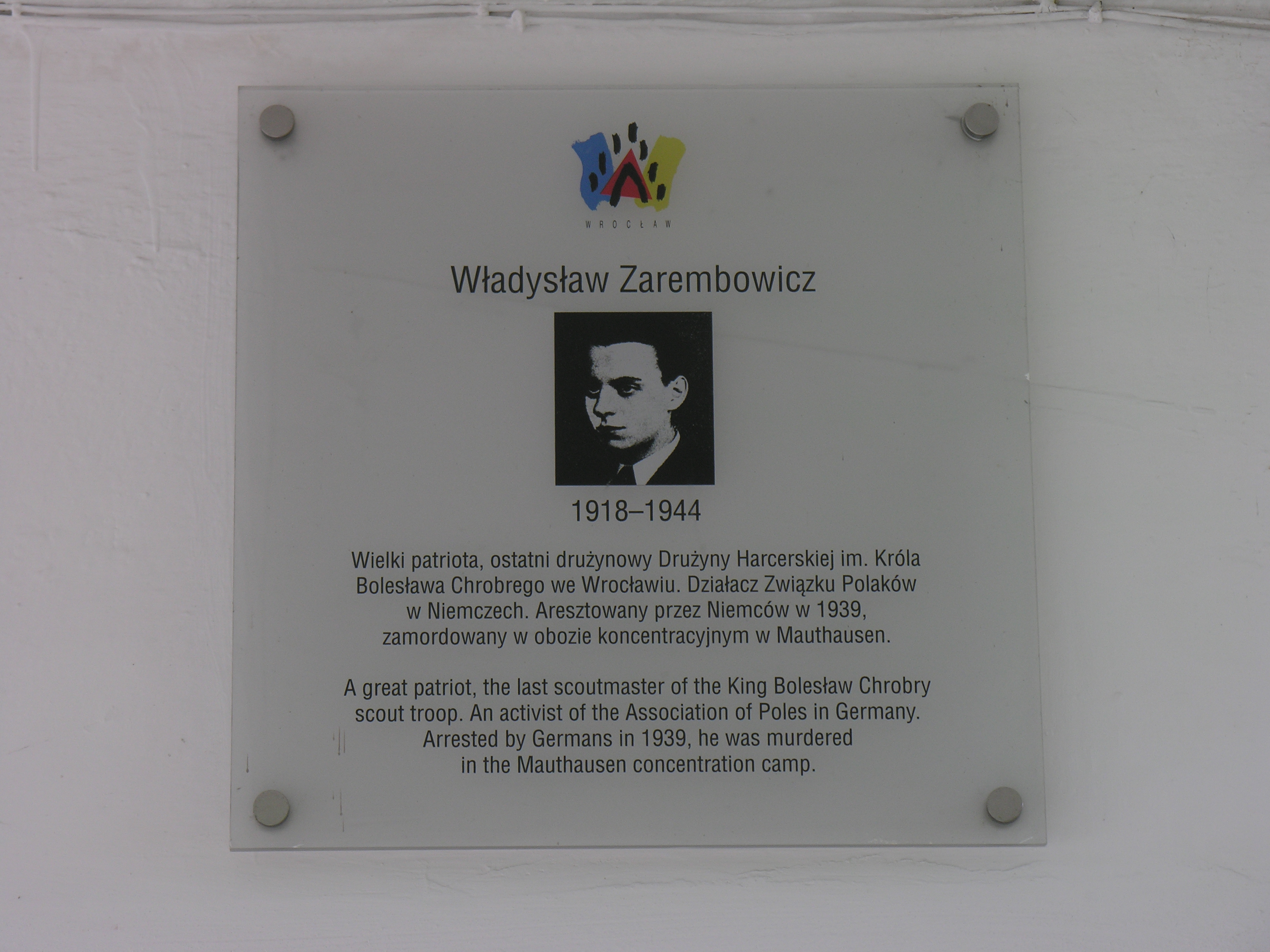
Tablica pamiątkowa na ścianie budynku Szkoły Podstawowej nr 72 we Wrocławiu

Władysław Zarembowicz (ur. 20 sierpnia 1918 we Wrocławiu, zm. 30 kwietnia 1944 w obozie Mauthausen) – działacz harcerski i Polonii wrocławskiej.

## Życiorys
Przyszedł na świat we Wrocławiu, w rodzinie kultywującej polskie tradycje narodowe, która osiadła we Wrocławiu pod koniec XIX w.
Od najmłodszych lat uczestniczył w uroczystościach organizowanych przez działające we Wrocławiu organizacje zrzeszające Polaków.
Od 1926 należał do Związku Harcerstwa Polskiego w Niemczech, biorąc aktywny udział w działalności Wrocławskiej Męskiej Drużyny Harcerskiej im. Bolesława Chrobrego. W latach 1937–1939 był jej ostatnim drużynowym. Działał w Związku Polaków w Niemczech, w dniu 6 marca 1938 wziął udział w zorganizowanym w Berlinie kongresie Związku Polaków w Niemczech. Współpracował także z redakcjami polonijnych czasopism Młody Polak w Niemczech i Mały Polak w Niemczech, redagując artykuły i prowadząc kolportaż tych wydawnictw. W dniu 20 września 1939 został aresztowany w Kłodzku, pod zarzutem szpiegostwa na rzecz Polski, udowodniono mu że poprzez swoją krewną mieszkającą w Polsce przekazał polskiemu strażnikowi granicznemu odręcznie wykonane szkice wrocławskiego lotniska wojskowego. W rzeczywistości strażnik graniczny któremu przekazano wykonane przez Władysława Zarembowicza szkice był agentem niemieckiego kontrwywiadu. Wielokrotnie zmieniano jego miejsce aresztu, ostatecznie został osadzony w obozie koncentracyjnym, początkowo w Buchenwaldzie a później w Mauthausen, gdzie zginął. Według zeznań złożonych przez jednego z więźniów przed Komisją Badania Zbrodni hitlerowskich we Wrocławiu, Zarembowicz został spalony żywcem. Urna z prochami Władysława Zarembowicza została złożona w rodzinnym grobie na cmentarzu św. Wawrzyńca we Wrocławiu.

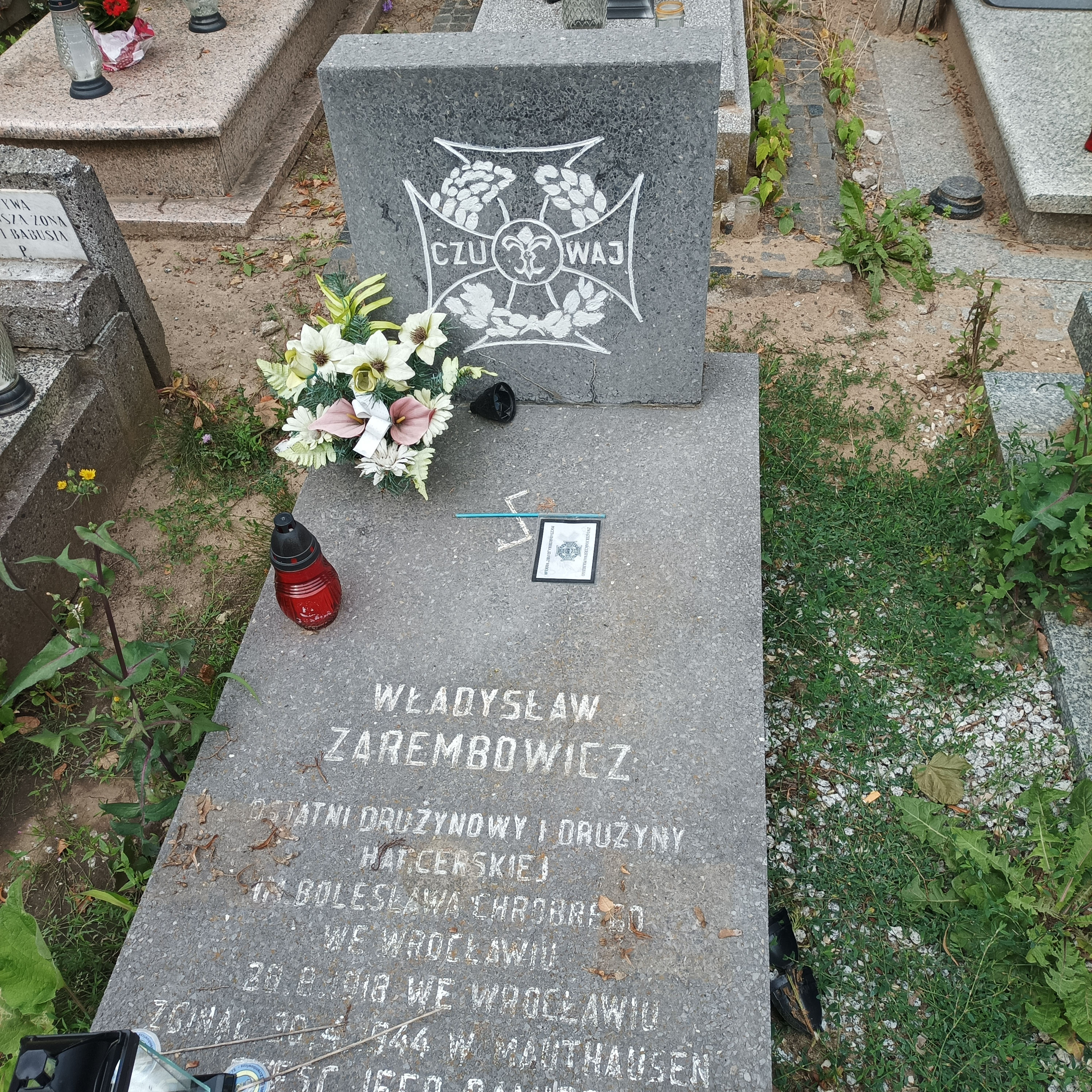
Grób Władysława Zarembowicza na Cmentarzu Świętego Warzyńca we Wrocławiu

Jego imię, od roku 1970, nosi Sportowa Szkoła Podstawowa nr 72 przy ul. Trwałej we Wrocławiu. W dniu 20 grudnia 1974, ulicę Główną na przyłączonym rok wcześniej do Wrocławia osiedlu Strachowice, przemianowano na ulicę Władysława Zarembowicza. Ulica ta znajduje się w pobliżu lotniska, którego szkice wykonywał. Jest on również patronem 14 Wrocławskiej Drużyny Harcerzy "Bukowina" im. Władysława Zarembowicza.